# Verdú (kommunhuvudort)
Verdú är en kommunhuvudort i Spanien.   Den ligger i provinsen Província de Lleida och regionen Katalonien, i den östra delen av landet, 400 km öster om huvudstaden Madrid. Verdú ligger 439 meter över havet och antalet invånare är 1 057.
Terrängen runt Verdú är platt åt nordväst, men åt sydost är den kuperad. Runt Verdú är det glesbefolkat, med 15 invånare per kvadratkilometer. Närmaste större samhälle är Tàrrega, 4,1 km norr om Verdú. Trakten runt Verdú består till största delen av jordbruksmark.